# Abbé Pierre
Abbé Pierre med fødenavnet Henri Antoine Grouès (født 5. august 1912, død 22. januar 2007) var en fransk katolsk præst og grundlægger af Emmaüs-foreningen, der arbejder for at hjælpe fattige, hjemløse og flygtninge.

## Biografi
Henri Antoine Grouès blev født i Lyon og gik i 1930 i kloster for at blive munk. Han blev imidlertid lungesyg under opholdet, hvilket umuliggjorde det anstrengende liv i klosteret. Han gik i stedet på præsteseminariet og blev ordineret som præst i 1938.
Under 2. verdenskrig gik han aktivt ind i den franske frihedsbevægelse, og under dette arbejde brugte han flere dæknavne, herunder Abbé Pierre, der kom til at hænge ved efter krigens afslutning. Det skal bemærkes, at selv om "abbé" ganske nærliggende betyder "abbed", så bruges titlen også om præster i Frankrig.
I tiden efter krigen blev Abbé Pierre indvalgt i det franske parlament, men han arbejdede også på græsrodsniveau og grundlagde i 1949 Emmaüs-foreningen. Denne forening kaldes ofte for "klunserne", og den har fået afdelinger i en lang række lande, herunder Danmark. 
Abbé Pierre opnåede med sin uegennyttige indsats en uhyre stor popularitet i Frankrig, hvor han gang på gang blev valgt som den mest populære franskmand – endog foran store sportsnavne som Zinedine Zidane. Populariteten led ikke større skade, selv om Abbé Pierre ikke har lagt skjul på sit venskab med den velkendte holocaust-benægter, filosoffen Roger Garaudy. I visse kredse har det endvidere heller ikke været velset, at han havde et nært forhold til den progressive biskop Jacques Gaillot, samt at han både gik ind for homoseksuelles ret til adoption samt i adskillige tilfælde havde brudt sit katolske kyskhedsløfte ved at have sex med forskellige kvinder.
For sit arbejde modtog han adskillige hædersbevisninger, og han var i flere år kandidat til at modtage Nobels fredspris, dog uden at få den. Han var aktiv næsten til det sidste, men måtte til sidst give op i en alder af 94 år for lungebetændelse.